# Зеленський Олександр Олексійович
Зеленський Олександр Олексійович (нар. 24 липня 1943, смт Краснокутськ Харківська область) — фахівець у галузі авіаційної радіотехніки, доктор технічних наук (1989), професор (1990).

## Біографія
Зеленський Олександр Олексійович народився 24 липня 1943 року у селищі Краснокутськ Харківської області.
Освіту здобув у Харківському авіаційному інституті, який закінчив у 1966, після чого залишився там працювати.
З 1984 року був завідувачем кафедри прийому, передачі та оброблення сигналів Національного аерокосмічного університету імені М. Є. Жуковського «Харківський авіаційний інститут».
До кола наукових інтересів входять проблеми нелінійного адаптування фільтрації зображень, розпізнання образів і стиснення сигналів та зображень.

## Вшанування
На тепер кафедра інформаційно-комунікаційних технологій Національного аерокосмічного університету імені М. Є. Жуковського «Харківський авіаційний інститут» носить ім'я Олександра Зеленського.